# Stephanie Graf
Stephanie „Steffi“ Graf-Zitny (* 26. April 1973 in Klagenfurt) ist eine österreichische ehemalige Leichtathletin, die ihren größten Erfolg mit dem Gewinn der Silbermedaille im 800-Meter-Lauf bei den Olympischen Sommerspielen 2000 feierte.

## Werdegang
Stephanie Graf trat in die Fußstapfen ihrer Mutter Rita Graf. Auch sie war eine 800-Meter-Läuferin und wurde in dieser Disziplin 1974 Österreichische Meisterin. Das sportliche Leben von Stephanie Graf war in den besten Jahren vor allem durch Zweikämpfe mit Maria de Lurdes Mutola geprägt, bei denen sie meist unterlag.
Bei den Weltmeisterschaften 1999 in der spanischen Stadt Sevilla wurde sie mit 1:57,92 min Siebte über die 800 Meter. Zu den sportlichen Höhepunkten zählen die Silbermedaille im 800-Meter-Lauf bei den Olympischen Sommerspielen 2000 in Sydney und die Goldmedaille bei den Halleneuropameisterschaften 2000 in Gent. Bei den Weltmeisterschaften 2001 in Edmonton (Kanada) holte sie sich als Zweite hinter Maria de Lurdes Mutola die Silbermedaille über die 800 Meter in 1:57,20 min.
2004 gab sie kurz vor den Olympischen Sommerspielen in Athen ihren Rücktritt vom Hochleistungssport bekannt. Bei 1,70 m Körpergröße war sie während ihrer Läuferkarriere rund 58 kg schwer.
Im August 2005 heiratete sie in Völkermarkt den österreichischen Profigolfer Niki Zitny. Sie änderte ihren Familiennamen in Graf-Zitny. Im Jänner 2006 bekam das Paar einen Sohn, und im November 2008 ließ sich das Paar scheiden.
Seit Anfang 2009 ist sie mit Christian Baha liiert, mit dem sie zwei gemeinsame Töchter (* 2010, * 2012) hat. Graf trat im März 2007 bei der dritten Staffel der österreichischen Show Dancing Stars auf und schied mit Tanzpartner Andy Kainz in der dritten Runde aus.

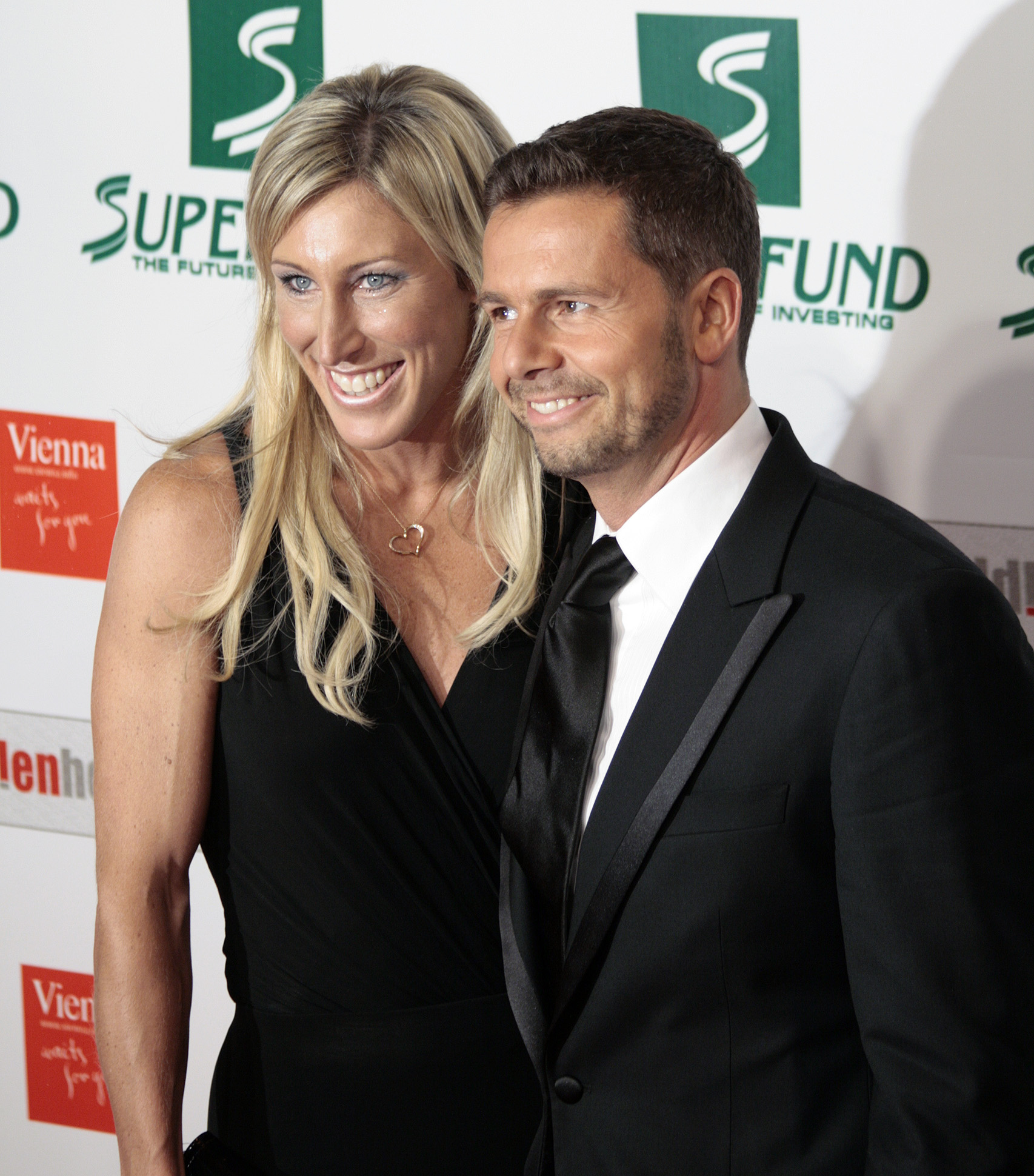
Stephanie Graf und Christian Baha (2009)

Nach ihrem Rücktritt als Leistungssportlerin war sie bis Sommer 2009 als Kolumnistin beim Kurier tätig. Für den ORF war sie Co-Moderatorin bei den Olympischen Spielen 2008 in Peking.

### Dopingsperre 2010
Auf einer Pressekonferenz im November 2009 bestätigte Graf, im Herbst 2003 Eigenblut bei der Wiener Blutbank Humanplasma deponiert zu haben, ohne es jedoch später „rückführen“ zu lassen.
Ab April 2007 war Graf Athletenvertreterin in der Österreichischen Sporthilfe. Nachdem die Tiroler Tageszeitung meldete, „55 Aushängeschilder des heimischen Sports“ hätten wegen ihrer unklaren Dopingvergangenheit die Forderung erhoben, ihr die Niederlegung dieses Amtes nahezulegen, trat sie im Mai 2010 zurück. Zuvor hatte schon die Marathonläuferin Andrea Mayr Kritik an der öffentlichen Rolle Grafs als Sportfunktionärin und Kommentatorin geübt.
Im Juni 2010 verhängte die Nationale Anti-Doping Agentur Austria (NADA) wegen des „Versuchs der Anwendung einer verbotenen Doping-Technik“ eine zweijährige Sperre. Graf wurde unter anderem vom ehemaligen Leipziger Sportmediziner Helmut Stechemesser trainiert, zu dessen Schützlingen auch die des Dopings überführten Jolanda Čeplak und Susanne Pumper gehörten.

## Auszeichnungen
- 2000 und 2001: Österreichische Sportlerin des Jahres
- 2001: Europas Leichtathletin des Jahres[9]

## Sportliche Erfolge
- 1997: Teilnahme Hallenweltmeisterschaften (im Halbfinale ausgeschieden), Teilnahme Weltmeisterschaften (im Halbfinale ausgeschieden)
- 1998: 3. Platz Europameisterschaften
- 1999: 6. Platz Hallenweltmeisterschaften (2:04,39 min), 7. Platz Weltmeisterschaften (1:57,92 min)
- 2000: Halleneuropameisterin, 2. Platz Olympische Spiele (1:56,64 min)
- 2001: Vizehallenweltmeisterin (1:59,78 min), Vizeweltmeisterin (1:57,20 min)
- 2002: Vizehalleneuropameisterin (1:55,85 min)
- 2003: Vizehallenweltmeisterin (1:59,39 min), Teilnahme Weltmeisterschaften (im Halbfinale ausgeschieden)

### Persönliche Bestleistungen
- 200 m: 25,42 s, 15. September 1996, Dublin
- 400 m: 52,69 s, 12. Juni 1999, Tel Aviv
- 800 m: 1:56,64 min, 25. September 2000, Sydney
- 800 m (Halle): 1:55,85 min, 3. März 2002, Wien
- 1000 m: 2:34,47 min, 28. August 1998, Brüssel
- 1500 m: 4:13,58 min, 21. August 1996, Linz

### Leistungsentwicklung
| Jahr | 200 Meter (s) | 400 Meter (s) | 800 Meter (min) | 1000 Meter (min) | 1500 Meter (min) |
| ---- | ------------- | ------------- | --------------- | ---------------- | ---------------- |
| 1989 | -             | -             | 2:12,72         | -                | -                |
| 1990 | -             | -             | 2:10,72         | -                | -                |
| 1991 | -             | -             | 2:21,80         | -                | -                |
| 1992 | -             | -             | 2:09,20         | -                | -                |
| 1993 | -             | -             | 2:06,22         | -                | -                |
| 1994 | -             | -             | 2:05,36         | -                | 4:19,50          |
| 1995 | -             | -             | 2:05,06         | -                | -                |
| 1996 | 25,42         | -             | 2:01,54         | -                | 4:13,58          |
| 1997 | -             | -             | 2:00,27         | -                | -                |
| 1998 | -             | -             | 1:57,97         | 2:34,47          | -                |
| 1999 | -             | 52,69         | 1:57,07         | -                | -                |
| 2000 | -             | 53,40         | 1:56,64         | -                | -                |
| 2001 | -             | 52,99         | 1:57,20         | -                | -                |
| 2002 | -             | -             | -               | -                | -                |
| 2003 | -             | 53,20         | 1:57,99         | -                | -                |

### Auszeichnungen (Auszug)
- 2000: Österr. Sportlerin des Jahres[10]
- 2000: Silbernes Ehrenzeichen für Verdienste um die Republik Österreich
- Sie wurde sechsmal (1996, 1998, 2000–2003) vom Sportpresseklub Kärnten zur „Kärntner Sportlerin des Jahres“ gewählt, wobei eine eigene Damenwertung erst seit dem Jahr 2000 besteht.[11]